# Deuce Bigalow: Male Gigolo
Deuce Bigalow: Male Gigolo is een Amerikaanse komedie uit 1999 onder de regie van Mike Mitchell met Rob Schneider in de hoofdrol. Deuce Bigalow: Male Gigolo is de eerste film geproduceerd door Happy Madison Productions.

## Verhaal
Deuce Bigalow is een aquariumschoonmaker, hij heeft geen succes met de dames dus richt hij zich volledig op zijn werk. Een van zijn klanten, Antoine Laconte, huurt Deuce in om op zijn vissen te letten terwijl hij op vakantie is. Tijdens het oppassen slaagt Deuce erin om de keuken in de fik te steken en een dure aquarium te vernietigen. Met de hulp van de pooier, T.J. Hicks probeert hij de reparatiekosten te betalen door als gigolo te werken.

## Rolverdeling
| Acteur              | Personage              |
| ------------------- | ---------------------- |
| Rob Schneider       | Deuce Bigalow          |
| William Forsythe    | Detective Chuck Fowler |
| Eddie Griffin       | T.J. Hicks             |
| Arija Bareikis      | Kate                   |
| Oded Fehr           | Antoine Laconte        |
| Gail O'Grady        | Claire                 |
| Richard Riehle      | Bob Bigalow            |
| Jacqueline Obradors | Elaine Fowler          |
| Big Boy             | Fluisa                 |
| Amy Poehler         | Ruth                   |

## Ontvangst
Rotten Tomatoes gaf de film een score van 23 procent gebaseerd op 74 beoordelingen, Metacritic gaf de film een score van 30 gebaseerd op 26 beoordelingen.

## Prijzen en nominaties
Nominaties (2000)
- De Blockbuster Entertainment Award voor Favoriete acteur - Comedy (Rob Schneider)
- De Teen Choice Award voor Film Choice Comedy